# Dmitrij Lapkin
Dmitrij Władimirowicz Lapkin (ros. Дмитрий Владимирович Ляпкин; ur. 16 września 1976 w Szymkencie) – kazachski piłkarz występujący na pozycji obrońcy.

## Kariera klubowa
Lapkin karierę rozpoczynał w 1992 roku w rezerwach rosyjskiego klubu CSKA Moskwa – CSKA-2 Moskwa. W latach 1992–1993 występował z nimi w trzeciej lidze, a w latach 1994–1995 w czwartej. W 1996 roku został zawodnikiem pierwszoligowej Eniergiji Kamyszyn. W tym samym roku spadł z nią jednak do drugiej ligi.
W trakcie sezonu 1997 Lapkin przeniósł się do także drugoligowego Urałanu Elista. Z kolei w 1998 roku przeszedł do Saturna Ramienskoje, z którym w tym samym roku awansował z drugiej ligi do pierwszej. W Saturnie grał do 2002 roku. Następnie występował w drugoligowych zespołach Sokoł Saratów (2003) oraz FK Chimki (2004). W 2005 roku przeszedł do kazachskiego Żengysu Astana, z którym zdobył Puchar Kazachstanu.
W 2006 roku Lapkin wrócił do drużyny FK Chimki i wywalczył z nią awans do pierwszej ligi. W 2008 roku grał w drugoligowej Bałtice Kaliningrad, a w latach 2009–2010 występował w trzecioligowym Lokomotiw-2 Moskwa. W 2010 roku zakończył karierę.
W pierwszej lidze rosyjskiej rozegrał 134 spotkania i zdobył 3 bramki.

## Kariera reprezentacyjna
W reprezentacji Kazachstanu Lapkin zadebiutował 18 lutego 2004 w przegranym 1:3 towarzyskim meczu z Łotwą. W latach 2004–2007 w drużynie narodowej rozegrał 15 spotkań.